# Gaura
- Commons
- Wikispecies

Gaura L. é um género botânico pertencente à família Onagraceae.

## Sinonímia
- Gauridium Spach
- Schizocarya Spach

## Espécies
| - Gaura angustifolia - Gaura biennis - Gaura boquillensis - Gaura brachycarpa - Gaura calcicola - Gaura coccinea - Gaura demareei - Gaura drummondii - Gaura filipes - Gaura hexandra - Gaura lindheimeri | - Gaura linifolia (sin. Stenosiphon linifolius) - Gaura longiflora - Gaura macrocarpa - Gaura mckelveyae - Gaura parviflora (sin. G. mollis) - Gaura mutabilis - Gaura neomexicana - Gaura sinuata - Gaura suffulta - Gaura triangulata - Gaura villosa |

- Lista completa

## Classificação do gênero
| Sistema | Classificação                     | Referência               |
| ------- | --------------------------------- | ------------------------ |
| Linné   | Classe Octandria, ordem Monogynia | Species plantarum (1753) |